# Iron Knight
Iron Night (アイアンナイト?, Airon Naitto) è un manga scritto e disegnato da Tomohiro Yagi e pubblicato sulla rivista Weekly Shōnen Jump della Shūeisha dal 2 dicembre 2013 al 31 marzo 2014. Conta in totale 18 capitoli e due one-shot raccolti in tre tankōbon.

## Trama
Ushizume Teppei è un ragazzino di 10 anni il cui padre è un poliziotto ed è costretto a vivere a lungo lontano da casa. Per questo Teppei vive a casa degli Himagami e lega molto con loro figlia, Tsubasa, tanto che quasi tutti si riferiscono a lei come sua moglie. Un giorno uno strano virus contagia il mondo e delle creature chiamate Goblin attaccano e radono al suolo la città di Teppei. Il ragazzino si risveglia in mezzo alla strada, circondato da macerie e senza più ricordi di quanto accaduto nelle ultime ore; uno dei goblin, che riconoscerà essere un criminale arrestato dal padre, fa pian piano risvegliare in lui i suoi poteri di goblin per poi venire ucciso. Teppei mantiene però la sua personalità e la sua coscienza, oltre a poter tornare alla forma umana e decide di proteggere le persone che ama.
Dopo aver vagato per un mese nella sua città e aver imparato a gestire i suoi poteri, senza aver trovato nessuno dei suoi amici o dei famigliari decide di partire per raggiungere la base di Yamatoyama dove pensa molti sopravvissuti siano stati portati.
Dapprima si imbatte in una piccola comunità dove ritrova il suo amico Kazuto; viene ben accolto inizialmente. Questa manciata di sopravvissuti è vessata da un goblin di nome Numazawa che Teppei combatte per salvare la madre di Kazuto. Tuttavia viene cacciato dal suo amico e dagli altri perché è un goblin. Mentre se ne sta solo conosce una ragazzina di nome Yuki che si offre di aiutarlo a sconfiggere Numazawa. Anche lei è un goblin con l'aspetto simile ad un coniglio ed insieme sconfiggono Numazawa, venendo accolti infine dal gruppo di Kazuto.
A questo punto Teppei si offre di scortarli fino alla base di Yamatoyama ma nel tragitto si imbattono in un gruppo di mostri organizzati ed in grado di usare armi di fuoco; tratti in salvo dalle Forze di Difesa Nazionale vengono portati in una metropolitana che scoprono essere l'ultimo rifugio dei sopravvissuti scampati dall'attacco dei goblin alla loro meta. Il capo del gruppo racconta che i goblin nei dintorni sono controllati da qualcuno in grado di apporre un occhio sui loro corpi e funzionare in modo simile ad un server per controllarne anche il più piccolo movimento. Inoltre sta tenendo in ostaggio alcune persone di Yamatoyama che i soldati non erano riusciti a salvare. Così assieme ad un gruppo di soldati Teppei e Yuki attaccano la base nemica, dove, a detta di un soldato di nome Kikuta, è rinchiusa anche Tsubasa. La battaglia sembra volgere a favore dell'FDN, ma si scopre che lo stesso Kikuta è il server dei goblin e che ne ha mandati alcuni ad attaccare la metropolitana. Teppei si fionda sul posto salvando tutti i presenti, quindi si dirige ad affrontare il capo dei nemici. Nonostante la difficoltà alla fine riesce a sconfiggerlo, grazie anche all'intervento del maggiore Kenji e alla presenza di Tsubasa.
Un anno dopo la città di Magatama è salva grazie ad Iron Knight; tuttavia Tsubasa è rimasta come addormentata, priva di sentimenti e Teppei sta cercando di trovare una soluzione. Nel frattempo un gruppo della yakuza fa il suo ingresso in città, capitanato da Amachi Kenjiro. Iron Knight perderà due volte contro di lui e alla fine sarà catturato e sottoposto ad esperimenti volti a cancellare la sua umanità; quando ormai sembra si sia trasformato in un vero e proprio goblin sarà riportato indietro da Yuki che sacrificherà la sua vita. Teppei sarà quindi in grado di sconfiggere Amachi sigillandolo sotto la città di Magatama; anche lui diverrà una sorta di statua d'acciaio, ma Tsubasa riuscirà a salvarlo e a vivere una vita felice insieme a lui.

## Personaggi
- Ushizume "Tecchan" Teppei/Iron Knight (丑鎮 鉄兵, Ushizume Teppei): un ragazzino di dieci anni che acquisisce il potere di trasformarsi in un goblin in grado di controllare il fuoco e il ferro fuso. Da goblin ha due corna ai lati della testa, con mani che possono sciogliersi in ferro fuso, zoccoli ai piedi e una coda; il corpo è color ferro. Vuole trovare e salvare l'amica Tsubasa e lotterà allo stremo delle forze per farlo. La sua mossa speciale è stata da lui chiamata "Iron Fire" e grazie all'abilità di controllare il ferro fuso è anche in grado di creare un gran numero di armamenti come spade, lance o scudi. Il soprannome "Iron Knight" gli sarà dato dal maggiore Sakurayama Kenji.
- Himegami Tsubasa(姫神 翼, Himegami Tsubasa): è la figlia degli Himegami che ospitano Teppei ed è innamorata di lui.
- Yuki/Knight Seeker(ユキ, Yuki) : una ragazzina che incontrerà Teppei e lo aiuterà nei suoi scontri. Anche lei può trasformarsi in un goblin simile, nell'aspetto, ad un coniglio. I suoi capelli divengono bianchi, le spuntano due lunghe orecchie e il suo corpo si ricopre di una corta peluria chiara. In realtà è una creatura artificiale creata per uccidere Iron Knight.
- Kazuki "Kazumochi" Kuramochi(倉持 和樹, Kuramochi Kazuki)
- Numazawa(沼沢, Numazawa): il goblin che controlla, assieme alla sua gang, il gruppo di sopravvissuti di cui fa parte Kazuto. In passato aveva combattuto con una gang rivale che aveva chiesto l'intervento della yakuza e Numazawa fu torturato e costretto a bere acido solforico. Tuttavia ciò lo trasformò nel goblin che è ora, in grado di sputare acido.
- Kirio Karasuba (烏葉力男, Karasuba Kirio) : un criminale, colpevole di molti rapimenti ed omicidi, che il padre di Teppei aveva arrestato la mattina in cui apparvero i goblin. Sarà il primo nemico ad essere eliminato da Iron Knight.
- Amachi Kenjiro: un capo della yakuza che pare abbia creato Teppei, Yuki e i nemici da loro affrontati sinora. Da goblin diviene un essere praticamente immortale e per sconfiggerlo Teppei sarà costretto a sigillarlo in una cortina di ferro sotto la città.
- Ushizume Kyohei(丑鎮 京兵, Ushizume Kyōhei): poliziotto e padre di Teppei.

### Forze di Difesa Nazionale
- Maggiore Sakurayama Kenji: capo delle forze militari che sorvegliano la metropolitana.
- Kikuta: un cecchino che si scoprirà essere il goblin server.
- Matsuno
- Takemura

## Volumi
Il manga è inedito in Italia; i titoli in italiano dei capitoli sono mere traduzioni dall'originale.
| Nº | Titolo italiano Giapponese 「Kanji」 - Rōmaji | Data di prima pubblicazione          | Data di prima pubblicazione |
| Nº | Titolo italiano Giapponese 「Kanji」 - Rōmaji | Giapponese                           |                             |
| 1  | Rise 「RISE」 - Raisu | 4 aprile 2014 ISBN 978-4-08-880061-5 |                             |
| 1  | Capitoli - 01. Rise (ＲＩＳＥ (ライス), Raisu) - 02. Iron Fire (Ｉｒｏｎ Ｆｉｒｅ！(アイアンファイア), Aian Faia) - 03. Città acida (酸の街, San no Machi) - 04. VS Acid Ruler (ＶＳ アシッドルーラー, VS. Ashiddo Rūrā) - 05. Scale Shield (鱗の盾, Uroko no Tate) |                                      |                             |
| 2  | Iron Fire! | 4 giugno 2014 ISBN 978-4-08-880097-4 |                             |
| 2  | Capitoli - 06. Iron Fire!!(アイアンファイヤ！！, Aian Faia!!) - 07. Tre Occhi ("三ツ目", Mitsume") - 08. Resti di un'armata sconfitta (敗残兵, Haizanhei) - 09. L'operazione di salvataggio della base di Yamatoyama (大和山基地奪還作戦, Yamatoyama-kichi Dakkan Sakusen) - 10. Il mega-occhio (巨大眼, Kyodai Gan) - 11. VS Una corazza creata da cento (VS A Cortain Built for a Hundred) - 12. Spada fiammeggiante dell'Inferno(Flaming Hell Sword) - One-shot: Goblin Night (ゴブリンナイト, Goburin Naito) |                                      |                             |
| 3  | Chaos | 4 agosto 2014 ISBN 978-4-08-880155-1 |                             |
| 3  | Capitoli - 13. Speranza (Hope) - 14. Il cavaliere di Magatama (The Knight of Magatama) - 15. Grazie, Iron Knight! (Thank you, Iron Knight!) - 16. Rises - 17. Knight Seeker - Epilogo - One-shot: Iron Knight (アイアンナイト, Aian Naitto) |                                      |                             |